# Artemis Fowl: La venganza de Opal
Artemis Fowl: La venganza de Opal es el cuarto libro de la saga de Artemis Fowl, escrita por Eoin Colfer.
Artemis, el primer humano que descubrió el mundo de los seres subterráneos, acaba de sufrir un "barrido de memoria". No recuerda nada de las criaturas mágicas y por eso se dedica a otros asuntos: robar una enigmática obra de arte que solo unos pocos conocen.
Sin embargo, en el mundo subterráneo hay alguien que sí le recuerda. Opal Koboi, la duende que lideró la rebelión de los Goblins, yace en una cama maquinando la más perfecta de las venganzas contra él.

## Prólogo
Es un artículo que apareció en "duendinternet", en la página www.cuadrupedon.gnom. Se cree que el responsable de la página es el centauro Potrillo, asesor técnico de la Policía de los Elementos del Subsuelo (PES), aunque este hecho nunca ha sido confirmado. Casi todos los detalles de esta versión contradicen el comunicado oficial del gabinete de prensa de la PES.
Nos narra lo que realmente sucedió, y que no se incluyó en el informe de la PES, sobre la catástrofe de la sonda Zito y lo ejemplar que fue la capitana Holly Canija.

## 1.-Completamente obsesionada
Se desarrolla en la Clínica J. Argon, 3 meses antes.
Opal Koboi es tratada allí tras caer en un coma que dura un año.
Al ser la delincuente número 1 es custodiada por un agente de la PES, día y noche, además se le controla el ADN 3 veces al día y se la mantiene en una habitación con llave. Una noche dos duendecillos, los hermanos Birilli, cortan la luz, entran a la sala de Opal, la despiertan de un coma autoinducido y la sustituyen por un clon. Luego la llevan a hacerse una cirugía plástica para parecerse a un humano.

## 2.-El ladrón mágico
Se desarrolla en Múnich, Alemania, en la actualidad.
El ladrón mágico es un cuadro que pintó Hervé, el número 16, se piensa que Hervé sólo pintó 15, pero se rumorea que pintó uno más, el cual le fue robado, y robado al ladrón y también a este le fue robado, y el ciclo continúa hasta nuestros días, pero Artemis lo localizó, y quiere robarlo, en estos momentos lo posee un grupo de abogados, Carne & Sparrow, que lo metieron en una caja de seguridad del banco de Múnich y Artemis lo robará de ésta. 
Para esto, deben entrar a la cámara donde están las cajas de seguridad, y lo hacen solicitando entrar a la caja de Majordomo, con el nombre de Coronel Xavier Lee, y Artemis vestido de adolescente normal llamado Alfonse.

## 3.-Al Borde de la Muerte
Se desarrolla en Ciudad Refugio
El General Escaleno de la B´wa Kell se fuga del Peñón del Mono y es detectado en la terminal de lanzaderas E37. Holly Canija y Julius Remo van a atender la situación.
Al entrar en la estación descubren dos cosas extrañas: A Escaleno muerto en el suelo con una especie de caja en el torso y a la lanzadera de los goblins en los rieles de despegue.
En el torso de escaleno, la caja cobra vida y una pantalla muestra el rostro de Opal Koboi, que les dice que esta es su venganza y que en esa terminal de lanzaderas uno iba a perder su honor y otro iba a morir.
Intentan salir por la puerta, pero se cierra. Además, Opal había bloqueado el sistema de audio de los cascos y cubierto la caja de mena sigilosa. Por lo tanto, la caja que estaba en el torso de Escaleno y lo que se habló allí dentro nunca se supo hasta que Holly lo contó.
La única opción que tenían era usar la lanzadera para escapar. Pero cuando Remo agarra a Escaleno, la caja se adhiere a su torso y Opal les revela que es una bomba, la cual iba a explotar en 60 segundos, pero también tenía sensores de proximidad, por lo que si Holly se acercaba demasiado a Remo, este moriría.
Opal miente diciéndole a Holly que si da en el punto rojo de la caja liberará al comandante y Holly dispara. Al dar en el punto la bomba estalla acabando con la vida del comandante. Opal le revela que matará a los dos humanos que ayudaron a detenerla. Holly sabe a qué humanos se refiere y se sube a la lanzadera y se va para advertirles.
- Datos: Q2184501